# Eryngium × embergeri
Eryngium × embergeri är en hybridart i släktet martornar och familjen flockblommiga växter.
Arten förekommer i Marocko. Den beskrevs av Frère Sennen.